# Борат
Борат: Културно уздизање у Америци за прављење користи славне нације Казахстана (енгл. Borat: Cultural Learnings of America for Make Benefit Glorious Nation of Kazakhstan), или само Борат, америчка је псеудодокументарна комедија из 2006. у режији Ларија Чарлса. Главну улогу тумачи Саша Барон Коен, насловног Бората Сагдијева, измишљеног казахстанског новинара који путује Сједињеним Америчким Државама и снима разговоре са обичним Американцима. Већи део филма састоји се од импровизованих сегмената у којима Борат интервјуише и комуницира са Американцима који верују да је он странац са мало или нимало разумевања америчких обичаја.
Филм је премијерно приказан 4. августа 2006. у Траверс Ситију, док је у америчким биоскопима објављен 3. новембра исте године. Наишао је на позитивне рецензије критичара и зарадио преко 262 милиона долара широм света. Барон Коен је освојио награду Златни глобус за најбољег главног глумца у мјузиклу или комедији, док је сам филм био номинован у категорији за најбољи филм (мјузикл или комедија). Филм је такође био номинован за Оскара у категорији за најбољи адаптирани сценарио. Бората су пратиле бројне контроверзе још пре његовог изласка, а након премијере, неки учесници су се огласили против његових твораца, па су их чак и тужили. Филм је осуђен од стране казахстанске владе и забрањен у готово свим арапским земљама, осим у Либану.
Наставак, Борат: Накнадни филм, изашао је 2020. године.

## Радња
Казахстански новинар Борат Сагдијев напушта своју земљу и одлази у „најбољу државу на свету” — СА и Д, да би направио документарни филм за потребе Министарства информисања. Сврха његовог путовања је да служи као водич кроз културу и обичаје једне земље. За собом оставља своју жену Оксану, мајку и остале мештане свога села, укључујући „сеоског силоватеља” и „сеоског механичара и доктора за абортус”, а са собом води свог гојазног продуцента Амазата Багатова и једну кокошку.
Једне ноћи у свом хотелу у Њујорку, Борат на телевизији гледа Чуваре плаже и моментално се заљубљује у Памелу Андерсон. Док интервјуише и исмева скуп феминисткиња, сазнаје да Памела живи у Калифорнији. Затим добија телеграм да је његову жену убио медвед. Одушевљен, кришом одлучује да скрене са већ зацртаног пута који је планирало Министарство информисања и да се у Калифорнији ожени Памелом. Свом продуценту Азамату је рекао да иду тамо јер „Перл Харбор је тамо. Као и Тексас”. Азамат се плаши летења због напада 11. септембра 2001. убеђен да је то дело Јевреја. Стога Борат узима часове вожње и купује дотрајали сладолеџијски камион да са њим отпутује до Калифорније.
Током пута, Борат на распродаји купује књижицу о Чуварима плаже и наставља да снима материјал за свој документарац. Наилази на учеснике параде поноса, политичара Алена Кејса и Боба Бара и афроамеричку омладину. Борат је такође уживо интервјуисан на телевизији где прекида временску прогнозу. Посетивши родео, Борат узбуђује публику са неодмереним негативним коментарима о америчким непријатељима, али затим пева измишљену казахстанску химну на мелодију химне САД, што изазива јаке негативне реакције међу публиком.
Одседевши преко ноћи код америчких домаћина, Борат и Азапат су запањени открићем да су њихови домаћини Јевреји. Плашећи се својих домаћина, њих двојица бацају новац бубашвабама, верујући да су се њихови домаћини претворили у бубе. Иако Азамат саветује да се врате у Њујорк, Борат покушава да купи пиштољ да се одбрани од Јевреја. Када му је речено да не може да купи пиштољ јер није држављанин САД, Борат купује медведа за заштиту.
Борат тражи савете од инструкторке бонтона која му сугерише да дође на приватну вечеру у клубу на југу САД, на којој (ненамерно) вређа друге госте и бива избачен након што је позвао у кућу и довео за сто Лунел, афроамеричку проститутку. Борат се спријатељио са Лунел, која тражи од њега да ступе у везу, али јој он љубазно каже да је већ заљубљен у другу. Борат затим посећује антикварницу са изложеним предметима Конфедерације, ломећи стакларију и посуђе.
Путовање је прекинуто када је Борат, тек што је изашао из хотелског купатила, видео Азамата како мастурбира гледајући у слику Памеле Андерсон. Борат бесни и открива свој прави разлог за пут у Калифорнију. Азамат је побеснео због Боратове преваре и њих двојица се туку голи на кревету и јуре у ходнику и лифту пуном људи и на крају у дворани где се одржава конвенција. На крају их раздваја обезбеђење.
Азамат напушта Бората, узима Боратов пасош, сав њихов новац и медведа, чија је глава касније виђена у Азаматовом мотелском фрижидеру. Борат стопира до Калифорније и улази у аутобус пијаних чланова братства са Универзитета Јужне Каролине. Када им је Борат рекао разлог зашто путује у Калифорнију, они му показују Памелин и Томијев порнић, и Борат открива да Памела није девица као што је мислио. Након што је напустио студенте, разочарани Борат спаљује књижицу о Чуварима плаже и (грешком) своју повратну карту до Казахстана.
Своју веру је повратио након што је посетио службу Уједињене пентакосталне цркве, на којој су и амерички републикански конгресмен Чип Пикерин и врховни судија Врховног суда Мисисипија Џејмс В. Смит. Борат је научио да опрости Азамату и Памели. Он прати чланове цркве на путу у Лос Анђелес, где проналази Азамата обученог попут Оливера Хардија (мада Борат мисли да је он обучен као Адолф Хитлер). Њих двојица се мире и Азамат говори Борату где може пронаћи Памелу Андерсон. Борат се коначно среће лице у лице са Памелом у тржном центру где је она потписивала своје књиге. Након што јој је показао „традиционални младеначки ћилим”, Борат је јури кроз тржни центар покушавајући да је киднапује све док га обезбеђење не савлада и веже.
Након тога, Борат се жени са Лунел и враћа се су Казахстан са њом. Последња сцена показује промене које је Боратов пут донео у његово село, укључујући привидно преобраћање житеља у хришћанство (у казашку верзију која укључује разапињање Јевреја) и увођења модерне технологије, као што су ајпод, лаптоп рачунари и ЛЦД телевизија високе дефиниције.
Филм се завршава лажном химном Казахстана која слави државне изворе калијума и проститутке које су најчистије у околини. Колаж-слика из совјетске ере је прожета сликом праве заставе Казахстана и портретом Илхама Алијева, председника Азербејџана, земље која уопште није поменута у филму.

## Улоге
| Глумац          | Улога          |
| --------------- | -------------- |
| Саша Барон Коен | Борат Сагдијев |
| Кен Давитијан   | Азамат Багатов |
| Лунел           | Лунел          |
| Памела Андерсон | сама себе      |

## Продукција
Осим Бората, Азамата, Лунел и Памеле Андерсон, ниједног лика у филму није играо неки глумац. Већина сцена у филму била је импровизована. У већини случајева, учесници филма нису били унапред обавештени о томе у чему ће учествовати, осим што су замољени да потпишу сагласност да неће предузимати правне мере против продуцената филма.
Главно снимање започело је у јануару 2005. године, са Тодом Филипсом као редитељем. Барон Коен је скоро успео да изазове немир у сцени родеа, која је на крају ушла у финалну верзију филма. Филипс је напустио продукцију након снимања те сцене због креативних разлика са Бароном Коеном, а режију је преузео Лари Чарлс. У Чарлсовој верзији филма додат је лик Азамата. Барон Коен је у интервјуу за часопис Rolling Stone открио је да је за филм снимљено више од 400 сати материјала.

### Локација
Казахстан приказан у филму има мало или нимало везе са стварном земљом, а продуценти су у одрицању од одговорности за „све измишљене личности” изричито навели да не покушавају да „прикажу стварна уверења, праксе или понашање било кога повезаног са Казахстаном”. Сцене које приказују Боратово родно село снимљене су у румунском селу Глод, које је претежно насељено Ромима. Име Боратовог комшије, Нурсултан Тујакбај, представља комбинацију имена тадашњег казахстанског председника Нурсултана Назарбајева и опозиционог политичара Жармахана Тујакбаја.

### Језик
Ниједан дијалог у филму није на казашком језику. Боратове комшије у Казахстану глуме Роми, који нису знали о чему се ради у филму све до његове премијере. Саша Барон Коен (Борат) током филма углавном говори хебрејски (будући му је мајка Израелка и да течно говори овај језик), помешан са фразама на пољском. Кен Давитијан (Азамат), коме су родитељи пореклом из Јерменије, говори јерменски. На почетку филма, у ромском селу, говори се румунски. Ћирилично писмо коришћено у филму је у руској форми, а не у казашкој, али већина речи написаних њиме (посебно географска имена) су или погрешно написане или уопште немају смисла. Енглеске речи су откуцане на енглеској тастатури са укљученим руским језичким подешавањем. Натпис на авиону Lockheed L-188 Electra на почетку филма је резултат обрнуте слике латиничних слова. Промотивни материјали користе наслов „BORДT”, како би се створио „руски” изглед.

### Избрисане сцене
DVD издање је садржало неколико избрисаних сцена из филма, укључујући: Бората кога полиција испитује на контролном пункту, посету азилу за животиње где он покушава да усвоји пса који би га „штитио од Јевреја”, масажу у хотелу, преглед код америчког доктора. У овом издању је такође укључена монтажа избрисаних сцена у којој Борат ради у ресторану Krystal, учествује у реконструкцији битке из Америчког грађанског рата, и појављује се у локалним ТВ вестима због наступа на родеу. Међу избрисаним сценама је и намерно досадна секвенца у супермаркету, где Борат упорно пита продавца за сваки производ у одељку са сиревима, а продавац стрпљиво одговара: „То је сир”. Међу избрисаним сценама налази се и „срећан завршетак” – Борат се појављује у казашкој ТВ емисији Sexydrownwatch, пародији серије Чувари плаже, заједно са Азаматом, Лунел и Александром Пол. Једна сцена у којој Борат „почиње да се претвара да је ухапшен” је снимљена, али је уклоњена након што је затворске власти запретиле тужбом када су сазнале да је „документарни филм” заправо сатира. Један од сценариста, Ден Мејзер, потврдио је да је снимљена, али избрисана, сцена у којој Борат посматра снимање правог порнографског филма са глумицом Брук Банер. Он је објаснио да је сцена избрисана како не би „конкурисала” сцени туче у хотелу, али је наговестио да би могла бити укључена у будућа DVD издања. У једном интервјуу из 2016. године, Барон Коен је додатно појаснио сцену у којој је учествовао у снимању порно филма.

## Музика
Саундтрек филма објављен је на iTunes Store-у 24. октобра 2006, а у продавницама седам дана касније. Албум је укључивао музику из филма, пет нумера под називом „Dialoguing excerpt from moviefilm”, као и контроверзну антисемитску песму „In My Country There Is Problem” из емисије Da Ali G Show.
Народна музика укључена у саундтрек нема никакве везе са аутентичном музиком Казахстана. Албум садржи музику Кочанског оркестра, песму „Чаје шукарије” Есме Реџепове, песму „Едерлези” Горана Бреговића из сцене филма Дом за вешање Емира Кустурице, као и „Успаванку за Радмилу М.” Бијелог дугмета. Такође је укључена и музика Ерана Барон Коена, оснивача ZOHAR Sound System-а и брата Саше Барон Коена, звезде филма Борат. Поред тога, садржи и песме које у улози Бората изводи Саша Барон Коен.

## Приказивање

### Премијера
Борат је претпремијерно приказан на Сан Дијего Комик Кону 21. јула 2006. године. Прво јавно приказивање за публику која је куповала карте било је 4. августа исте године на Филмском фестивалу у Траверс Ситију, где је освојио награду за изузетно филмско стваралаштво.
Званична премијера филма одржана је 7. септембра 2006. у Торонту, у Рајерсон театру, у оквиру Међународног филмског фестивала. Саша Барон Коен стигао је прерушен у Бората, у запрежним колима које су вукле жене обучене као сељанке. Међутим, двадесет минута након почетка пројекције, пројектор се покварио. Барон Коен је импровизовао представу да би забавио публику, али сви покушаји поправке опреме су се показали као неуспешни. Филм је успешно приказан наредне вечери, а међу присутнима је био и Дастин Хофман.
У Израелу, предложени постер на коме је Борат приказан у слинг бикинију одбијен је од стране огласне компаније, па је уместо тога коришћен постер са њим у уобичајеном оделу. Филм је такође допринео популаризацији термина „манкини”.

### Биоскопска дистрибуција
Борат је биоскопски објављен 1. новембра 2006. у Белгији. До 3. новембра 2006. премијерно је приказан у Сједињеним Америчким Државама и Канади, као и у 14 европских земаља. По изласку, филм је доживео велики успех, зарадивши 26,4 милиона америчких долара током првог викенда приказивања, што је тада био рекорд у Сједињеним Државама и Канади за филм који је приказан у мање од 1.000 биоскопа — све до филма Хана Монтана и Мајли Сајрус: Најбоље од оба света концерт 2008. године. Међутим, првог дана приказивања Борат је зарадио приближно 9,2 милиона долара, што је било више од првог дана Хана Монтана концерта (који је зарадио приближно 8,6 милиона долара), чиме је задржао рекорд за највећу зараду првог дана приказивања филма у мање од 1.000 биоскопа. Током другог викенда, Борат је надмашио свој први викенд, остваривши укупну зараду од 29 милиона долара.

## Пријем

### Критике
Борат је наишао на изузетно позитивне реакције критичара. На веб-сајту Rotten Tomatoes филм има рејтинг одобравања од 91% на основу рецензија 222 критичара, са просечном оценом 8,02/10. Консенсус сајта за филм гласи: „Делимично сатира, делимично шокументарни филм, Борат добија високе оцене готово свуда због тога што је офанзиван на најсмешнији могући начин. Јагшемаш!” На Metacritic-у, филм има оцену 89 од 100 на основу 38 рецензија, што указује на „универзално признање”. Публика коју је анкетирао CinemaScore дала је филму оцену B+ на скали од A до F.
Филмски критичар Тај Бер је позитивно говорио о филму у својој рецензији за The Boston Globe, називајући га „будаластим на најоштрији могући начин” и проглашавајући га најсмешнијим филмом године. Мајкл Медвед дао је филму 3,5 од 4 звездице, називајући га „истовремено хистерично смешним и неугодним, пуном инвентивних сцена које ћете желети да опишете пријатељима, а затим се поново смејати кад то учините.” Питер Траверс из часописа Rolling Stone написао је: „Нећете знати шта је невероватна забава све док не видите Бората. Баци пет!” У чланку о променљивим облицима комедије, The Atlantic је написао да је овај филм „можда најсмешнији филм у последњој деценији”. The Guardian је укључио филм на листу десет „Најбољих филмова 2000-их”.
Једна негативна рецензија дошла је од америчког критичара Џоа Квинана, који је назвао Барона Коена „одвратним будалом”. У чланку за часопис Slate, писац Кристофер Хиченс понудио је контра-аргумент на сугестије о анти-американизму у филму. Хиченс је предложио да филм уместо тога показује невероватну толеранцију од стране несвесних субјеката филма, посебно наводећи реакције гостију у сцени вечере на Боратове поступке.

### Зарада
Борат је дебитовао на првом месту недељне бокс-офис листе током премијерног викенда приказивања, са укупном зарадом од 26,4 милиона долара, премашивши своје конкуренте Прошиш’о кроз шољу и Деда Мраз 3: Одбегли деда. Просечна зарада филма по биоскопу током првог викенда износила је процењених 31.511 долара, премашивши филм Ратови звезда: Епизода III — Освета сита, али оставши иза филмова Пирати са Кариба: Тајна шкриње и Спајдермен. Задржао је прво место током другог викенда након проширења дистрибуције на 2.566 биоскопа, чиме је укупна зарада на благајнама порасла на 67,8 милиона долара.
У Уједињеном Краљевству, Борат је дебитовао на првом месту, са зарадама од 6.242.344 фунти током премијерног викенда. Од свог изласка, филм је зарадио преко 260 милиона долара широм света.

### Награде
| Награда                                          | Категорија                            | Номиновани                                                            | Исход      |
| ------------------------------------------------ | ------------------------------------- | --------------------------------------------------------------------- | ---------- |
| Оскар                                            | Најбољи адаптирани сценарио           | Саша Барон Коен, Ентони Хајнс, Питер Бејнхем, Ден Мејзер и Тод Филипс | Номинација |
| Награде Златни глобус                            | Најбољи филм (мјузикл или комедија)   |                                                                       | Номинација |
| Награде Златни глобус                            | Најбољи глумац (мјузикл или комедија) | Саша Барон Коен                                                       | Освојено   |
| Награде Удружења писаца Америке                  | Најбољи адаптирани сценарио           | Саша Барон Коен, Ентони Хајнс, Питер Бејнхем, Ден Мејзер и Тод Филипс | Номинација |
| Награде по избору критичара                      | Најбоља комедија                      |                                                                       | Освојено   |
| Награде Круга филмских критичара Сан Франциска   | Најбољи глумац                        | Саша Барон Коен                                                       | Освојено   |
| Награде Удружења филмских критичара Торонта      | Најбољи глумац                        | Саша Барон Коен                                                       | Освојено   |
| Награде Друштва филмских критичара на мрежи      | Најбољи глумац                        | Саша Барон Коен                                                       | Номинација |
| Награде Друштва филмских критичара на мрежи      | Најбољи нови глумац                   | Саша Барон Коен                                                       | Освојено   |
| Награде Удружења филмских критичара Лос Анђелеса | Најбољи глумац                        | Саша Барон Коен                                                       | Освојено   |
| Награде Круга филмских критичара Лондона         | Британски глумац године               | Саша Барон Коен                                                       | Номинација |

## Контроверзе

### Одговор учесника
Након изласка филма, Дарма Артур, продуценткиња вести за ABC филијалу WAPT у Џексону, Мисисипи, написала је писмо магазину Newsweek, тврдећи да је Боратово појављивање на телевизији довело до тога да она изгуби посао: „Због њега, мој шеф је изгубио поверење у моје способности и од тада је преиспитивао све што сам радила. Колико је узнемирујуће што је човек који наноси толико штете око себе слављен као комични геније.” Иако је Артурова изјавила да је отпуштена из информативног програма, за Associated Press је рекла да је поднела оставку у станици. Навела је да је била проверила веб-сајт за односе с јавношћу који су јој дали Боратови продуценти пре него што га је ангажовала.
У телевизијском прилогу из јануара 2005. о снимању сцене на родеу, Боби Роу, продуцент родеа у Сејлему, Вирџинија, који је приказан у филму, изјавио је да се осећа као жртва преваре. Рекао је да су га „месецима” пре тог догађаја контактирали људи из „One America”, филмске компаније из Калифорније, која је наводно снимала документарац о руском имигранту. Пристао је да дозволи „том имигранту” да отпева америчку химну након што је преслушао снимак. Након изласка филма, Роу је рекао: „Неки ми прилазе и кажу: 'Хеј, постао си познат'; постао сам познат, али не на начин на који сам желео.”
Синди Страјт, Боратова инструкторка бонтона, касније је ангажовала истакнуту адвокаткињу Глорију Олред, која је затражила од државног тужиоца Калифорније да истражи превару коју су наводно починили Барон Коен и продуценти филма.
Веб-сајт Salon Arts & Entertainment пренео је да су Бехарови (јеврејски брачни пар код којег су Борaт и Азамат одсели) назвали филм „изванредним”, док су Барона Коена описали као „веома љупког и веома пристојног” и „генија”. The Boston Globe је такође интервјуисао пар, који је изјавио да је филм више антимуслимански него антисемитски и да су се у једном тренутку плашили да Барон Коен и његов тим можда снимају порнографију у њиховој кући.
Феминисткиње из организације Veteran Feminists of America сматрале су да су биле преварене, јер су „слутиле да се нешто чудно дешава” пре и током интервјуа са Борaтом. The Guardian је касније известио да је бар једна од жена сматрала да филм вреди погледати у биоскопу.
The New York Post је у новембру 2006. известио да је Памела Андерсон поднела захтев за развод од свог мужа Кида Рока након што је он негативно реаговао на филм током пројекције. Овај чланак је конкретно тврдио да јој је тада рекао: „Ти ниси ништа друго до курва! Ти си дроља! Како си могла да снимиш тај филм?” У интервјуу за The Howard Stern Show, Андерсонова је потврдила да је Рок био узнемирен због њеног појављивања у филму, али није потврдила да је то био разлог њиховог разлаза.

### Правни поступци учесника
Становници сиромашног села Глод у Румунији поднели су тужбу против продуцената Бората, тврдећи да су изложени руглу, као и да нису били обавештени како ће у филму бити заиста представљени. Неки су изјавили да су плаћени само три леја (око 1,28 долара у 2004. години), док су други тврдили да су добили између 70 и 100 долара, што није покрило њихове трошкове. Становници су захтевали 38 милиона долара одштете. Једну тужбу је у децембру 2006. одбацила америчка окружна судија Лорета Преска уз образложење да су наводи у тужби били превише нејасни. Упркос томе, тужиоци су планирали да поново поднесу тужбу. У априлу 2008, случај је поново одбачен због недостатка доказа. У своју одбрану, 20th Century Fox је открио да је Барон Коен донирао 5.000 долара селу, платио накнаду за локацију и купио рачунаре, школски и пословни прибор за његове становнике.
Двојица студената братства са Универзитета Јужне Каролине, Џастин Си и Кристофер Ротунда, тужили су продуценте филма због клевете. Њихова тужба је одбачена у фебруару 2007. године. Студенти су такође покушали да спрече излазак DVD верзије филма, али је суд одбио њихов захтев.
Још једна тужба поднета је у Јужној Каролини, где је један становник тврдио да га је Барон Коен (као Борат) узнемиравао у тоалету ресторана у центру Колумбије, наводно коментаришући његове гениталије, а да притом није потписао никакву законску сагласност. Тужба је захтевала да снимак буде искључен из DVD издања и уклоњен са видео-сајтова на интернету.
Македонска певачица Есма Реџепова тужила је продуценте филма, тражећи 800.000 евра, јер је њена песма „Чаје шукарије” коришћена без њене дозволе. Пошто је њена продукцијска кућа без њеног знања дала дозволу за коришћење песме, уместо тога добила је 26.000 евра одштете.
Феликс Седено, 31-годишњи Американац, тужио је 20th Century Fox за 2,25 милиона долара након што је снимљен у сцени у којој жива кокошка испада из Боротовог кофера у њујоршком метроу. Седено је касније одустао од тужбе и није добио никакву накнаду.
Мајкл Псеникса тужио је Барона Коена, 20th Century Fox и друге стране, тражећи више од 100.000 долара одштете. Псеникса — средњошколски професор математике који поседује ауто-школу — изјавио је да му је плаћено 500 долара у готовини да би Борату (наводном казахстанском новинару) одржао час вожње. У тужби, поднетој Окружном суду у Менхетну, навео је да му је речено да је филм „документарни филм о интеграцији странаца у амерички начин живота”, те да никада не би пристао да учествује да је знао праву природу снимања. Такође је тврдио да има право на одштету јер су продуценти користили његов снимак у рекламирању филма. Случај је одбачен 9. септембра 2008. године.
Џефри Лемеронд, који је приказан како бежи и виче „Бежи!” док Борат покушава да загрли пролазнике на улици у Њујорку, поднео је тужбу тврдећи да је његов лик незаконито коришћен у филму, што је довело до „јавног исмевања, деградације и понижења”. Његов случај је такође одбачен.
Реагујући на тужбе, Барон Коен је прокоментарисао: „Нека од писама које добијам прилично су необична, попут оног у којем ме адвокат обавештава да ћу бити тужен за 100.000 долара, а на крају додаје: 'П.С. Свидео ми се филм. Можеш ли потписати постер за мог сина Џеремија?'”

### Реакције у Казахстану
Влада Казахстана је у почетку осудила филм. Након што се Борат појавио на додели MTV филмских и телевизијских награда 2005. године, Министарство спољних послова Казахстана запретило је тужбом против Саше Барона Коена, а веб-сајт www.borat.kz је угашен. Казахстан је такође покренуо вишемилионску кампању „Срце Евроазије” како би се супротставио ефекту Бората; Барон Коен је одговорио осуђујући кампању на конференцији за новинаре испред Беле куће, у лику Бората, назвавши је пропагандом „злих идиота” из Узбекистана. Током филма, Борат често назива Узбекистан „другим највећим проблемом своје земље”, после Јевреја. У новембру 2006, казахстански ТВ водитељ Жантемир Баимухамедов отпутовао је у Лондон са намером да Барону Коену уручи коњско месо и коњску мокраћу — што је Борат у филму назвао националном храном и пићем Казахстана — али није успео да организује сусрет с њим.
Године 2006, дистрибутер 20th Century Fox-а за централну Азију, Gemini Films, повукао је филм на захтев казахстанске владе. Те године, казахстански амбасадор у Уједињеном Краљевству, Ерлан Идрисов, након што је погледао филм, изјавио је да су му неки делови били смешни и написао да је филм „поставио Казахстан на мапу света”. До 2012. године, казахстански министар спољних послова Јержан Казиханов приписао је огроман пораст туризма филму, истичући да је број издатих виза порастао десет пута, рекавши: „Захвалан сам Борату што је помогао у привлачењу туриста у Казахстан.”
Према Јерлану Аскарбекову, казахстанском стручњаку за односе с јавношћу који је радио са Британским саветом и Владом Казахстана, многи његови сарадници у казахстанским медијима су десет година након премијере филма видели лик Бората као корисну ПР прилику. Навео је да су највећи противници филма били казахстански студенти у САД и Уједињеном Краљевству, који су разумели сатиричну природу филма, али су сматрали да њихове стране колеге филм схватају буквално као тачан приказ Казахстана. Аскарбеков је додао да је интересовање за лик Бората унутар земље временом спласнуло када су Казахстанци схватили да је филм осмишљен како би „пружио поглед аутсајдера на САД и открио предрасуде Американаца који ступају у контакт с Боратом... функционишући као нека врста Алексиса де Токвила из 21. века”.
Казахстански таблоид Караван прогласио је Бората најбољим филмом године, након што је њихов критичар присуствовао једној пројекцији у Бечу. Лист је навео да филм „сигурно није анти-казахстански, анти-румунски или антисемитски”, већ „сурово антиамерички... невероватно смешан и истовремено тужан.” Још једна позитивна критика дошла је од казахстанског писца Сапабека Асипулија, који је предложио да Барон Коен буде номинован за годишњу награду Клуба покровитеља уметности Казахстана. У писму објављеном у новинама Времја, Асипули је написао: „[Борат] је успео да изазове огромно интересовање целог света за Казахстан — нешто што наше власти нису успеле да ураде током више година независности. Ако државни званичници уопште немају смисла за хумор, њихова земља постаје предмет исмевања.” Компанија Amazon UK је такође известила о значајном броју наруџбина DVD издања Бората из Казахстана.
Године 2020, Казахстан је променио свој туристички слоган у „Very Nice” (срп. Веома лепо), инспирисан управо Боратовим познатим изразом, као резултат интересовања за земљу.

### Пародија химне
Године 2012, лажна химна Казахстана из филма, која између осталог хвали Казахстан због извоза висококвалитетног калијума и тога што има „друге најчистије проститутке у региону”, грешком је пуштена на церемонији доделе медаље Марији Дмитријенко на такмичењу у стрељаштву у Кувајту. Инцидент је, изгледа, настао због преузимања погрешне песме са интернета.

### Оптужбе за етничку клевету
Европски центар за истраживање антициганизма, који се бори против негативних ставова према Ромима, поднео је жалбу немачким тужиоцима 18. октобра 2006, на основу Боратових референци на „Цигане” у филму. Жалба га оптужује за клевету и подстицање насиља против ове етничке групе. Као одговор на то, студио 20th Century Fox је изјавио да ће уклонити све делове који се односе на Роме из трејлера приказаних на немачкој телевизији, као и са званичне веб-странице филма.
Пре изласка филма, Антидефамациона лига (АДЛ) је објавила саопштење у којем изражава забринутост због Боратовог израженог антисемитизма. И Барон Коен (који је јеврејског порекла) и АДЛ су изјавили да филм користи лик Бората како би разоткрио предрасуде које други осећају или толеришу, али је АДЛ изразио бојазан да неки гледаоци можда неће схватити ову сатиричну компоненту хумора, док би „неки чак могли осетити да се тиме подстиче њихова мржња”.

### Цензура у арапским земљама
Филм је био забрањен у целом арапском свету, осим у Либану и Уједињеним Арапским Емиратима, где је приказан у знатно цензурисаној верзији. Јусуф Абдул Хамид, филмски цензор у Дубаију, описао је филм као „одвратан, гнусан и крајње бесмислен”. Навео је да су он и његове колеге напустили пројекцију пре него што је завршена, те да би, након уклањања свих увредљивих сцена, од целог филма остало свега пола сата.

## Наставак
Руперт Мердок је почетком фебруара 2007. најавио да је Барон Коен потписао уговор за снимање још једног Борат филма са студиом Fox. Међутим, сам Барон Коен је у једном интервјуу изјавио да више неће глумити Бората, јер је сада превише препознатљив да би могао да остане неоткривен као у оригиналном филму и у емисији Da Ali G Show. Касније је портпарол Fox-а изјавио да је прерано за планирање таквог филма, али да су отворени за ту идеју.
Барон Коен је затим најавио да „укида” ликове Бората и Али Џија, јер су постали сувише познати да би и даље могли да обмањују људе. Иако је одлучио да их „пензионише”, 26. фебруара 2014. вратио их је за емисију Ali G: Rezurection на каналу FXX, која је садржала сегменте из свих 18 епизода емисије Da Ali G Show, као и нове снимке Барона Коена у улози Али Џија, који је приказан као водитељ емисије.
Барон Коен је оживео лик Бората у децембру 2015. у емисији Jimmy Kimmel Live!, где је представио нови трејлер за свој филм (Не)професионалац.
У септембру 2020. званично је потврђен излазак директног наставка, под насловом Борат: Накнадни филм, који је тајно снимљен током пандемије ковида 19, неколико недеља након што је Барон Коен примећен како вози пикап камион у улози Бората по Лос Анђелесу. Истог месеца, Amazon Studios је откупио права за дистрибуцију и објавио филм 23. октобра 2020. године.